# Чешир
Че́шир (англ. Cheshire, архаичное название — графство Честер) — графство в северо-западной Англии. Столицей является Честер, хотя самый крупный город — Уоррингтон. Граничит на востоке с церемониальными графствами Дербишир и Стаффордшир, на юге с церемониальным графством Шропшир, на западе с Уэльсом, на севере — с церемониальными графствами Мерсисайд и Большой Манчестер.
Площадь церемониального Чешира составляет 2344 квадратных километра, население — 1028,6 тыс. По большей части графство «сельское» — множество мелких городков и посёлков поддерживают сельскохозяйственную промышленность. Здесь производят знаменитый чеширский сыр, соль, химикаты, и ткут шёлковые ткани.

## История
Корновии, с железного века населявшие область, позднее ставшую графством Чешир, были одним из нескольких кельтских племён, поддавшихся римскому завоеванию Британии и примкнувших к завоевателям. В 60-м году н. э. для защиты серебряных и свинцовых месторождений в соседнем с Чеширом уэльском графстве Флинтшир был основан римский форт Дева (нынешний Честер). Дева был крупнейшим римским укреплённым поселением в Британии.
В 71 году н. э., после нескольких сражений против племени бригантов, римляне начали полномасштабную оккупацию будущего Чешира. Тогда Честер стал важнейшим оборонительным укреплением, противостоящим вторжениям местных племён, и превратился в крупный военный и торговый центр. Из-за близости к ним соляных месторождений, также возросла важность городов Кондате (Нортвич) и Салинг (Миддлвич), бывших крупнейшими поселениями в Чешире после Честера.
Тогда же была построена дорожная сеть — так называемые «соляные дороги», по которым перевозили соль. К 80 году н. э. Чешир был сильно романизирован, и в нём было достаточно спокойно. В городе Ранкорн выплавляли свинец, а в Уилдерспуле производили керамические изделия, но коренных обитателей этих мест не сильно интересовала промышленность — бритты предпочитали заниматься сельским хозяйством, и поэтому графство сохранило свой «деревенский» облик.
В V веке н. э. римляне ушли из Британии, и Чешир подвергся нашествиям англосаксов. «Северные люди» осели на территории будущего графства и начали возделывать местные поля и расчищать леса, хотя до VII века Чешир контролировали бритты из Гвинеда и Поуиса, до их разгрома при Честере. К середине VII века по будущему графству распространилось христианство, и тогда же были воздвигнуты первые церкви — одну из старейших построили в городе Экклстон рядом с Честером.
В VI веке н. э. племена англов основали королевство Мерсия, куда и вошла территория Чешира. В определённом роде Чешир служил границей между викингами на севере и востоке и валлийцами на западе — для защиты от них были насыпаны как минимум два вала — знаменитый вал Оффы, вырытый Оффой Мерсийским в 760−770-е годы, и более ранний, а также менее известный, вал Уата, построенный до 655 года.
Кроме набегов со стороны Уэльса, в VIII веке регион страдал от постоянных нападений викингов. Они вторгались из уже завоёванной Ирландии. Только во время правления Альфреда Великого, короля Уэссекса и Мерсии, с викингами удалось подписать мирный договор в обмен на предоставление им города Виррала.
После заключения мира с викингами в западном Чешире все ещё оставалась угроза с востока — из датского королевства Йорк (Йорвик). Было построено много новых укреплений и отремонтированы старые — вдоль реки Мерси и до самого Манчестера. К 930 году в Мерсии воцарился мир, и, кроме мелких нечастых набегов и нападения в 980 году, угроза викингов сошла на нет.
К концу X века Честер стал постоянной резиденцией Эдрика Стреона, королевского наместника Чешира, Стаффордшира и Шропшира, и фактически управлялся как автономия. В 1030 году губернатором графства стал внук Леофрика Мерсийского, представитель одной из самых могущественных семей Англии. он правил Чеширом до 1066 года, то есть до Норманского завоевания.
В 1066 году Вильгельм Завоеватель покорил большую часть Англии, но отдалённые северные земли — в том числе и Чешир — продолжили стойко бороться против захватчиков. На их борьбу Вильгельм ответил своим «разорением севера», по сравнению с которым поблекли все ранние набеги викингов: по его приказу армия сровняла с землёй целые деревни, выжгла посевы, поубивала скот и уничтожила орудия труда. В результате люди остались без крова и без запасов перед надвигающейся зимой, в некоторых местах были даже зафиксированы случаи каннибализма. В 1069 году войска Вильгельма пресекли последнюю попытку сопротивления и к повстанцам были приняты драконовы меры — чтобы впечатлить саксов и убедить их в бесплодности дальнейшего противостояния. После этого у графа Эдвина Мерсийского и нескольких других крупных землевладельцев отобрали земли и распределили их между несколькими норманнскими баронами.
В результате некогда процветающие территории превратились в один из беднейших регионов Англии, а в «Книге Судного дня» (переписи населения, проведённой Вильгельмом в 1086 году) территория Чешира была записана как «пустошь». Особенно сильно пострадали города Маклсфилд и Честер — последний был осаждён и захвачен в 1070, после чего войска Вильгельма практически снесли город и разорили его. На долгие годы графство погрузилось в состояние крайней нищеты и голода.
Вильгельм Завоеватель построил в Честере замок, выходящий на реку Ди, и укрепил его защиту десятью новыми сторожевыми башнями, а также отремонтировал городскую стену, так что Честер стал одним из наиболее защищённых поселений Британии того времени. Король также дал титул графа Честерского одному из своих приближённых баронов — Хью д’Авраншу, получившему в народе прозвище «Волк». После этого Чешир получил статус палатината (действительный и сегодня), и им полностью управляли норманнские графы — фактически, графство было автономным. Однако в 1273 году последний граф Чешира умер, не оставив наследника по мужской линии. Король Генрих III объявил, что наследование по женской линии — незаконно, и отдал этот титул своему сыну принцу Эдуарду. С тех пор этот титул получали все старшие сыновья английских монархов, а в XIII веке в Честере возвели пристройку к замку, в которой разместили апартаменты короля и королевы, подчёркивая важность города. В то же время вдоль западной границы активно строились замки для защиты от уэльских набегов, их возводили и в центральных землях графства, поскольку местные жители ненавидели норманнских захватчиков и эти твердыни помогали сохранять спокойствие в регионе.
Два века потребовалось, чтобы преодолеть этнические и культурные различия между саксами и норманнами, что привело к появлению собственно английской культуры. Через два-три столетия после норманнского завоевания стали особенно очевидны изменения в торговле и коммерции, вызванные принятием Великой хартии вольностей (1215 год). Происходил рост торговых городов, стали чаще проводиться ярмарки, и раны, нанесённые «разорением севера», начали зарастать.
К началу XVII века традиционные различия между саксами и норманнами были забыты, тогда же сформировалась чеширская знать, в основном имевшая норманнские корни и владевшая почти всей землёй в графстве. Знать доминировала в торговле и имела больший вес в юридических и общественных вопросах. Но английская революция 1642 года изменила порядок вещей — общество разделилось на роялистов и сторонников Парламента вне зависимости от социального статуса. В графстве разыгрались ужасные битвы. Около двух третей чеширской знати остались преданы монарху, а Честер был оплотом роялистов, в то время как торговые Стокпорт, Кнутсфорд, Нантвич, Миддлвич и Нортвич поддерживали Парламент.
В 1645 году Англией правили военные, губернатором Чешира, Ланкашира и Северного Стаффордшира стал Чарльз Ворсли. Он безжалостно расправлялся с роялистами, а его имя вселяло страх жителям северо-востока Англии. Против губернаторского режима планировали поднять бунт даже сторонники Парламента, но восстания подавили, а зачинщики были казнены.
В конце XVIII века на территории Чешира прошла реорганизация районов и изменение границ многих землевладений. Индустриализация в Ланкашире и Манчестере привлекала крестьян, они уходили со своих ферм в поисках лучшей жизни, а брошенную землю поглощали более крупные усадьбы, так что в конце концов 98 % чеширской земли владело 26 % его жителей. К этому времени относится начало расцвета загородных резиденций — в Чешире таких усадеб, возведённых в XVIII и XIX веках, больше, чем в любом другом английском графстве. Тогда же стал популярным чеширский сыр, 10 000 тонн которого ежегодно отсылалось с помощью канала между реками Трент и Мерси в один только Лондон. В XIX веке Чешир был весьма богатым графством.
В 1974 году границы Чешира претерпели существенные изменения, как внешние, так и внутренние. Стокпорт, Хайд, Дьюкинфилд и Стэлибридж вошли в состав Большого Манчестера, полуостров Виррал отошёл Мерсисайду, а Дисли — Дербиширу. Многие маленькие районы внутри графства были объединены, а в 1998 районы Халтон и Варрингтон получили статус унитарных единиц и с тех пор входят в состав Чешира лишь в церемониальных целях.
Сегодняшний Чешир имеет две совершенно разные стороны — индустриальную и сельскую. В таких городах, как Нортвич, Миддлвич, Ранкорн, хорошо развита промышленность — добыча соли, производство химикатов, однако большая часть графства относится к «сельскому» типу, здесь производят молоко, чеширский сыр и картофель. Сельский Чешир — очень популярное место для жизни. Подсчитано, что в Чешире проживает гораздо больше миллионеров, чем в любом другом английском графстве.
Экономика Чешира весьма разнообразна и в том числе включает производство автомобилей, биотехнологию, финансовые услуги и туризм.
Химическая промышленность Чешира была основана ещё римлянами, развившими добычу соли в Миддлвиче и Нортвиче. Соль добывают и в наши дни, это привело к появлению химической промышленности в области Нортвича, хотя в городе Ранкорн таких предприятий больше. В городе Эллесмер-порт находится нефтеперегонный завод компании Shell, работающий с 1942 года; в этом городе также расположены заводы автомобильных компаний Jaguar и Vauxhall Motors. Город Кру некогда был центром британской железнодорожной промышленности, и остаётся важным железнодорожным узлом, также в городе находится штаб-квартира Bentley Motors. Кроме того, в графстве расположено производство BAE Systems, британской военной и аэрокосмической компании, на котором сконструировали и собирали бомбардировщики Avro Lancaster и Avro Vulcan, а также самолёт морской радиоэлектронной разведки Hawker Siddeley Nimrod, а на границе с уэльским графством Флинтшир находится авиационный завод Broughton, принадлежащий компании Airbus.
Туристическая индустрия в Чешире также продолжает набирать вес, причём графство популярно как среди англичан, так и среди иностранцев.
Школы Чешира — как и в унитарных округах Халтон и Варрингтон — общеобразовательные, среди них — 15 частных и 43 государственных. Кроме того, в графстве есть несколько элитных грамматических школ — в том числе такие старинные, как Кингс-скул (King’s School) в Честере и Стокпортская грамматическая школа (Stockport Grammar School). ВУЗов в графстве два — Честерский университет и кампус университета «Манчестер Метрополитан» (Manchester Metropolitan University).
Две основные железнодорожные линии Чешира пролегают с севера на юг и с юго-запада на северо-восток, а самой крупной станцией является город Крю. На границе между Большим Манчестером и Чеширом расположен Манчестерский аэропорт — самый крупный в Англии, если исключить Лондон. Протяжённость дорог Чешира составляет около 5500 километров, 344 из них приходятся на крупные автомагистрали − М6, М62, М53 и М56. Достаточно активно используется в графстве индустриальное наследие — сеть каналов, так называемое «Чеширское кольцо», по которому раньше перевозили химикаты, а теперь оно в основном служит туристам, рыбакам и любителям пеших походов.
В Чешире, как и в любом другом английском графстве, есть множество футбольных клубов, например — «Честер-сити» (Chester City), «Кру Александра» (Crewe Alexandra), «Макклсфилд-Таун» (Macclesfield Town). Несмотря на то, что ни один из них не играет в премьер-лиге, «Макклсфилд-Таун» сумел войти в историю — его игрок Крис Прист забил последний гол прошлого тысячелетия. Также в графстве представлены такие виды спорта, как традиционный для Англии крикет, гольф, регби и хоккей, но эти команды известны только в пределах графства.
В чеширской деревне Дарсбери родился и вырос знаменитый английский писатель Льюис Кэрролл, назвавший одного из своих самых любопытных персонажей — Чеширского Кота — в честь родного графства. Однако на самом деле такой породы не существует; вероятно, писатель придумал имя Кота, когда увидел изображённую на этикетке чеширского сыра кошку породы «британская короткошёрстная».

## Административное деление
С 1 апреля 2009 года церемониальное графство Чешир разделено на 4 унитарные единицы:
|  | 1. Западный Чешир и Честер 2. Восточный Чешир 3. Уоррингтон 4. Холтон |